# Mukim di Melilas
Melilas è un mukim del Brunei situato nel Distretto di Belait con 15 abitanti al censimento del 2011.

## Geografia antropica

### Suddivisioni amministrative
Il mukim è suddiviso in tre villaggi (kapong in malese):
Tempinak, Melilas, Bengerang